# Upravljanje s časom
Upravljanje s časom (angl. time management) je skupek vedenj in strategij, katerih cilj je doseči učinkovito izrabo časa z uporabo ciljno orientiranih dejavnosti.  Zajemajo postavljanje ciljev in prioritet, spremljanje napredka ter upravljanje s produktivnostjo.  Gre za proces, pri katerem med doseganjem delovnih nalog ali ciljev s pomočjo načrtovanja in nadzora nad porabljenim časom za določene dejavnosti čim bolj povečamo koristi v okviru časovnih omejitev ter tako izboljšamo učinkovitost in produktivnost. Sestavlja ga predvsem sedem elementov: časovna analiza in ocena (predvsem zavedanje preteklosti, sedanjosti in prihodnosti ter zavedanje časa), načrtovanje (npr. seznami stvari, ki jih moramo postoriti), postavljanje ciljev in prioritet, sestavljanje urnika, organiziranost, vzpostavitev novih in izboljšanih časovnih navad ter spremljanje (časa, dejavnosti ipd.).
Pojem se je razširil v petdesetih letih dvajsetega stoletja zaradi želje po večji učinkovitosti, uspehu in zaslužku ter zavedanja, da je čas redka dobrina. Tako so razvili številne praktične tehnike, strategije in pripomočke, s pomočjo katerih naj bi zaposleni lahko izboljšali načine, kako in za kaj porabiti čas, ki je na voljo.  Veščine upravljanja s časom so uporabne na vseh področjih posameznikovega življenja in delovanja, literatura pa se posebej osredotoča na področju izobraževanja in zaposlitve. Tukaj so posledice najlažje izmerljive, poznavanje ustreznih strategij pa predstavlja sredstvo obvladovanja časovnega pritiska in številnih zadolžitev. Kljub razširjenosti uporabe, zanimanja in popularne literature glede upravljanja s časom pa še vedno ni sporazuma glede njegove definicije, veščin in vedenj, ki ga sestavljajo, prav tako pa je razmeroma malo empiričnih raziskav, ki so se ukvarjale s to tematiko. 

## Model upravljanja s časom
Edini teoretični model, ki naj bi razložil, kako upravljanje s časom sploh deluje, je predstavila Macan leta 1994. Avtorica meni, da lahko vedenje, povezano z upravljanjem s časom, razdelimo na tri dimenzije:
1. Postavljanje ciljev in prioritet: odločanje o tem, kaj nekdo želi doseči vsak dan ter kaj je bolj in najbolj pomembno
2. Mehanika upravljanja s časom: uporaba vedenj in strategij upravljanja s časom (npr. izdelava urnika, seznamov stvari, ki jih moramo še narediti), udeležba treningov tovrstnih veščin ter branje knjig, ki le te opisujejo [3]
3. Nagnjenost k organiziranosti: organiziran in metodičen pristop k delu

Macan meni, da je posledica komponent upravljanja s časom zaznan nadzor nad časom oz. občutek, da lahko nadzorujemo porabo časa. Ta tri vedenja naj bi delovala posredno preko zaznane kontrole časa na zmanjšanje delovne in somatske napetosti ter povečanje zadovoljstva z delom in delovne uspešnosti. Prav tako je predvidela, da trening veščin upravljanja s časom vodi do povečane pogostosti uporabe vsake od naštetih komponent upravljanja časa. Rezultati so pokazali, da je trening upravljanja s časom pozitivno povezan le z eno izmed teh dimenzij, in sicer s postavljanjem ciljev in prioritet. Postavljanje prioritet in ciljev ter mehanika upravljanja s časom sta se izkazala za pozitivno povezane z zaznano kontrolo nad časom, nagnjenost k organiziranosti pa ne. Delovna in somatska napetost sta negativno, zadovoljstvo z delom pa pozitivno povezani z vedenji upravljanja s časom, vendar preko mediacije oz. učinka občutka nadzora nad časom. Ni pa bilo pomembne povezave z delovno uspešnostjo in izvedbo delovnih nalog. Tovrstni rezultati pomenijo, da lahko posameznik z učenjem tehnik in strategij upravljanja s časom občuti nadzor nad obveznostmi, ki jih lahko opravi v delovnem času, ta občutek pa ima posledično pozitiven učinek na zadovoljstvo z delom ter zmanjšanje napetosti.
Več raziskovalcev je ta model testiralo ter delno podprlo hipotezo, da ima upravljanje s časom učinek na različne izide (napetost, zadovoljstvo z delom, delovna uspešnost) preko občutka kontrole nad časom. Kot zelo pomembna komponenta upravljanja s časom se je izkazalo načrtovanje, ki je bilo del vseh treh največkrat uporabljenih vprašalnikov upravljanja s časom: TMBS, TSQ in TMQ.

## Strategije
Strategij in tehnik upravljanja s časom je veliko, prav tako pa njihovih razporeditev. Mase jih je razdelil na:
- Zastavljanje ciljev
- Postavljanje prioritet
- Načrtovanje
- Urnik
- Revizija

### Zastavljanje ciljev
Prvi korak je ugotovitev naših ciljev, torej kaj želimo sploh doseči. Cilji opisujejo pričakovane prihodnje izide ali stanja ter nam omogočajo usmeritev. Osredotočajo se predvsem na končni rezultat, manj pa na sredstva in procese.

#### Model zastavljanja ciljev s petimi koraki
1. Razmislimo o celostni sliki in splošnemu cilju: Splošni cilji predstavljajo stvari, ki so nam resnično pomembne in omogočajo, da si lažje začrtamo doseganje le-teh. Pomislimo tudi o časovnem okvirju, v katerem bi želeli cilj doseči.
2. Splošni cilj razdelimo na več manjših, vmesnih ciljev: Razmislimo o področjih splošnega cilja, ki jih želimo spremeniti oz. razvijati, hkrati pa pomislimo tudi o  morebitnih ovirah. 
3. Z uporabo modela SMART določimo akcijske in dosegljive cilje: 
- S – Specific (specifično): Pri zastavljanju ciljev je pomembno, da si zastavimo specifična vprašanja, ki  vsebujejo odgovor na vprašanja »kdo, kaj, kje, kdaj in zakaj«. Pomembno je tudi, da jih postavimo jasno in jedrnato.
- M – Measurable (merljivo): Če želimo slediti svojemu napredku, morajo biti naši cilji merljivi.
- A – Attainable (dosegljivo): Pomembno je, da si zastavimo realistične, dosegljive cilje. Cilji ne smejo biti preveč enostavni ali zapleteni oz. nerealistični, ker nas prezahtevni cilji odvračajo.
- R – Relevant (ustrezno): Vprašamo se, ali je vredno slediti cilju in ali je sedaj pravi trenutek za doseganje teh ciljev.
- T – Time-related (časovno omejeno): Z določitvijo časovnega roka lažje sledimo lastnemu napredku, ampak tudi omejimo razne dnevne ovire.

4. Vsak cilj naj bo pozitivno naravnan: Cilje oblikujemo v pozitivni obliki, saj s tem neposredno potrdimo svojo namero. 
5. Spremljamo lasten napredek in se za razvoj, napredovanje nagrajujemo: Pomembno si je vzeti čas za pregled svojih dosežkov (npr. s pisanjem dnevnega napredka) in da se vsakič, ko se približamo končnemu cilju, tudi nagradimo.

### Postavljanje prioritet
Pripisovanje prioritet nam razjasni, kako najbolje izkoristiti čas na voljo, prav tako pa zagotavlja, da se bomo prej lotili najbolj nujnih nalog. Prioriteta se od pomembnosti razlikuje po tem, da so najpomembnejši cilji pogosto dolgoročni, cilji s prioriteto pa kratkoročni, običajno dnevni. Pomembnost predstavlja splošen pomen izida, medtem ko je prioriteta mera tako pomembnosti kot nujnosti. Pripisovanje prioritet ciljev je torej odvisno tako od njihove pomembnosti kot nujnosti. 
Prioritete moramo postaviti za vsako nalogo. Možno je, da se skozi čas spreminjajo, zaradi česar jih je priporočljivo občasno pregledati.
Nekatere izmed tehnik postavljanja ciljev in prioritet so:

##### ABC analiza
ABC analiza je še posebej pogosta v poslovnem svetu. Zagovornik te tehnike je bil že Lakein leta 1973, ki je menil, da posamezniki najprej določijo svoje potrebe in želje ter jih razvrstijo po pomembnosti. Najpomembnejše naloge bi nato morali uskladiti še s časom in dosegljivimi sredstvi z načrtovanjem ter izdelovanjem seznamov in urnikov.
Pri ABC analizi gre za razvrstitev obveznosti tri kategorije: V kategorijo A uvrstimo naloge, ki jih dojemamo kot nujne in najpomembnejše, v B kategoriji so obveznosti, ki so sicer pomembne, vendar ne nujne, kategorijo C pa sestavljajo opravki, ki niso ne pomembni ne nujni ali pa dejavnosti, ki so nujne, vendar nepomembne. Ta razvrstitev pomeni, da imajo naloge v kategoriji A najvišjo prioriteto.
Možna pa je še nadaljnja razdelitev prioritet nalogam znotraj ene kategorije, npr. obveznost A-2 je nujna in zelo pomembna, vendar še vedno manj kot opravek z oznako A-1 itd.

##### Eisenhowerjeva metoda
Druga tehnika postavljanja prioritet nam omogoča, da se osredotočimo na res pomembne in nujne opravke in izločimo ali pustimo naloge, ki niso tako zelo nujne, za kasneje. Obveznosti razvrstimo po dveh dimenzijah: nujnosti in pomembnosti, s čimer dobimo Eisenhowerjevo matriko s štirimi kvadranti. Od tega, v kateri kvadrant obveznost uvrstimo, so odvisni naši odzivi in dejanja, prav tako pa tudi količina časa, ki ga namenimo opravljanju teh stvari.  Naloge so lahko:
- Pomembne in nujne: obveznosti s tega kvadranta se lotimo nemudoma in osebno, saj gre za kritične dejavnosti (npr. težave, roki, nesreče). Čas, namenjen tovrstnim nalogam, naj bi poskušali čim bolj skrajšati.
- Pomembne, vendar ne nujne: to so naši pomembni cilji, na katerih prav tako delamo sami, vendar se jih ne lotimo takoj (npr. medosebni odnosi, rekreacija, načrtovanje). Priporočljivo je, da obveznostim v tem kvadrantu posvetimo največ časa.
- Nepomembne, a nujne: gre za razna srečanja, dejavnosti in prekinitve, kot so npr. telefonski klici ali sporočila. Le-tem dejavnostim naj bi največ pozornosti in časa namenjali žalostni ljudje, zaradi česar svetujejo, da se z njimi ukvarjamo le krajši čas.
- Nepomembne in ne nujne: v to skupino spadajo npr. motilci in distrakcije, zanimivosti in prijetne dejavnosti zanimivosti (npr. gledanje televizije). Te dejavnosti bi morali v času dela opustiti oziroma jim posvetiti najmanj časa.

##### POSEC metoda
POSEC je angleška kratica za »Prioritize by Organizing, Streamlining, Economizing and Contributing« oziroma »Postavljanje prioritet s pomočjo organiziranja, racionalizacije, ekonomiziranja in prispevanja«. Metoda poudarja občutek čustvene in finančne varnosti. Njena glavna postavka je, da mora posameznik, če želi opraviti določeno nalogo in prevzeti kolektivno odgovornost, najprej usmeriti pozornost na svoje dnevne osebne odgovornosti. POSEC metoda omogoča razdeliti lastne cilje in naloge na manjše projekte ter jim pripisati različne prioritete, saj naj bi doseganje osebnih nalog olajšalo doseganje ostalih (kolektivne). 
POSEC metodo sestavljajo naslednji koraki, ki odsevajo Maslowovo hierarhijo potreb: 
- Postavi prioritete… in določi obveznosti glede na zastavljene cilje ter razporedi čas, ki ga boš vsaki namenil.
- Organiziraj… stvari, ki jih moraš doseči za uspeh (družina in finance). Z doseganjem ciljev posameznik pridobi občutek varnosti in svobode
- Racionaliziraj… stvari, ki jih ne maraš, vendar jih moraš vseeno postoriti (delo in opravki, npr. pomivanje posode).
- Ekonomiziraj… stvari, ki bi jih moral ali pa jih rad delaš, vendar niso nujne (zabava in druženje). Pogosto gre za stvari, ki so na dnu seznama prioritet.
- Prispevaj… s posvečanjem pozornosti ostalim stvarem, katerih koristi niso očitne takoj, temveč na daljši rok (socialne obveznosti, biti prijazen).

##### Pareto analiza
Pareto princip ali pravilo 80/20 je predlagal italijanski ekonomist in filozof Vilfredo Pareto. Pravi, da lahko večino rezultatov pridobimo z manjšim deležem dejavnosti ali truda. 80% nalog oziroma dosežkov naj bi torej lahko naredili v 20% delovnega časa, za preostalih 20% nalog pa bomo porabili 80% časa. Obveznostim, ki padejo v prvo kategorijo, naj bi pripisali višjo prioriteto. Bolj učinkovito bomo torej delali, če se osredotočamo na tistih 20% dejavnosti ali nalog, ki so najbolj pomembne za uspeh. Na ta način bo naše delo bolj produktivno in manj časovno potratno. Enako velja za produktivnost: z 20% dejavnosti dosežemo 80% rezultatov. 
Razmerje se lahko od primera do primera spreminja, npr. 90/10, 75/25, vendar je princip povsod enak. Za tistih zadnjih nekaj odstotkov bi morali vložiti veliko raven časa in truda, ki bi več kot presegla pričakovani dobiček. 
Pareto analiza je torej tehnika, pri kateri uporabimo poznavanje principa 80/20. Ko pregledamo vse naše cilje in naloge izločimo tiste, katere ponujajo najmanj vrednosti oziroma dosežka na količino vloženega časa. Pogosto so dejavnosti, ki nam dajejo najboljše rezultate, tiste, ki jih opravimo najhitreje in najlažje. Razlog za to je, da jih lahko izvajamo z minimalno količino truda ali razmišljanja. Nasprotno pa nam naloge, ki od nas zahtevajo koncentracijo in pozornost, običajno tudi vzamejo največ časa. 

### Načrtovanje
Načrtovanje je seznam vseh nalog in vzpostavitev njihovega časovnega okvirja. Poleg časa vključuje tudi spremenljivke, kot so proračun, razpoložljivost sredstev, izvirnost ipd. Običajno z načrtovanjem pričnemo z razmišljanjem glede ciljev in prioritet, zaradi česar lahko načrt oblikujemo in dokončamo miselno. Vseeno pa večina strokovnjakov priporoča, da načrt formaliziramo tudi v pisni obliki, s čimer se izognemo možnosti, da bi kaj pozabili. 
Priporočljivi so tudi dnevni ali tedenski seznami opravkov, ki jih moramo še postoriti (»to-do lists«). Le-ti nas motivirajo ter sproti opominjajo na zastavljene odgovornosti. Opravljene naloge prečrtamo s seznama, z opravki, ki jih nismo mogli dokončati, pa začnemo naslednji dan. Prednost teh seznamov je možnost spremljanja in ocenjevanja lastnega napredka, prečrtanje dokončane naloge pa nam daje občutek zadovoljstva.
Zaradi nepredvidljivih zunanjih okoliščin, na katerimi nimamo vpliva, je pri načrtovanju potrebna tudi dobršna mera prožnosti. Vedno namreč obstaja možnost odklonov, zaradi katerih ne moremo dokončati nalog v začrtanem času. Zato je pomembno, da smo pri pripravljanju načrtov in ocenjevanju svojega napredka realni. 

### Urnik
Postavljanje urnika pomeni odločitev o tem, kdaj bomo porabili čas, namenjen posameznim nalogam. Opravke je priporočljivo umestiti v čas, ko so prekinitve in motnje najmanj verjetne ter ko imamo najvišjo raven koncentracije. 
Tudi v tem primeru moramo dopustiti določeno mero fleksibilnosti in časa za neuspehe, prekoračitve časa, zamude ter druge razloge zaradi nepredvidljivih dogodkov.

##### Model učinkovitega oblikovanja urnika
- Identifikacija časovnega okvirja, ki ga imamo na voljo
- Umestitev osnovnih nalog, ki so pomembne, da uspemo v naših obveznostih
- Vstavitev visoko prioritetnih nalog in vsakodnevnih (npr. gospodinjskih) opravil
- Pustimo si nekaj časa za nepričakovane dodatne obveznosti
- V preostali čas vstavimo še aktivnosti, ki zadevajo naše osebne cilje

### Revizija
Periodično spremljanje lastnih ciljev, nalog, načrtov in seznamov je zelo pomembno, saj na ta način poleg spremljanja lastnega napredka tudi prilagajamo naše cilje. Ko npr.  končamo z najpomembnejšim ciljem, njegovo mesto lahko zasede drugi najpomembnejši. Prav tako z revizijo primerjamo cilje z našimi dejanji in uspešnostjo in se tako prepričamo, če res sledimo in napredujemo po načrtu. Če za urnikom oz. rokom zelo zamujamo in ne dosegamo ciljev, preverimo, kaj je razlog za to in po potrebi cilje, načrte ali urnik prilagodimo, prav tako pa v primeru, če smo izrazito pred rokom, lahko dodamo več ciljev ali skrajšamo časovni okvir. 

## Raziskave
Upravljanje s časom je pozornost pritegnilo že v petdesetih in šestdesetih letih dvajsetega stoletja, saj je le to zaposlenim predstavljalo dodaten in neodkrit vir večjega zaslužka. Avtorji, kot so Drucker, McCay in Lakein so se s tem pojmom ukvarjali med prvimi ter za učinkovito izrabo časa predlagali rešitve, kot so seznami opravil, ki jih moramo še postoriti ter pisanje načrtov dela, ki naj bi olajševali naše delo.   Drucker je leta 1967 že zapisal, da načrtovanje opravil in dejavnosti ne vodi nujno do dokončanja naloge, predvsem ko smo pod pritiskom, McCay pa je še prej predlagal koncept treninga za učenje strategij upravljanja s časom, katerih najpomembnejši elementi naj bi bili pregled nad utrujajočimi dejavnostmi, sprememba vzorca porabe časa ter povečanje učinkovitosti s treniranjem in izobraževanjem ljudi glede časovnega razporejanja, postavljanja prioritet ter upravljanje z nepričakovanimi nalogami. 
V tistem času je izšlo veliko število knjig in člankov z obljubami o večjem uspehu in učinkovitosti ob manjši porabi časa, ki pa niso imeli nobene teoretične in praktične podlage. Prva empirična študija je bila izvedena leta 1982, vse do sedaj pa je bilo narejenih le malo znanstvenih raziskav glede procesov učinkovite izrabe časa in dokončanja nalog v zastavljenem času. 

### Pripomočki za raziskovanje
Obstaja šestnajst pripomočkov za samoporočanje pri raziskovanju upravljanja s časom, pri čemer so največkrat uporabljeni trije: 
- Lestvica vedenj upravljanja s časom oz. Time management behaviour scale (TMBS; Macan idr., 1990) [4]: uporabna za oceno vedenj, ki so kritični za konstrukt upravljanja s časom, kot ga definira popularna literatura. Popravljena različica[5] ima 29 postavk in tri faktorje: postavljanje ciljev in prioritet, mehanika upravljanja s časom ter nagnjenost k organiziranosti.
- Vprašalnik strukture časa oz. Time structure questionnaire (TSQ; Bond in Feather, 1988) [4]: ocenjuje stopnjo, do katere posamezniki zaznavajo strukturo in namen časa. 26 postavk se združi v pet faktorjev:  občutek smisla, strukturirana rutina, sedanja orientiranost, učinkovita organiziranost in vztrajanje.
- Vprašalnik upravljanja s časom oz. Time management questionnaire (TMQ; Britton in Tesser, 1991) [4]: ima 35 postavk in upravljanje s časom deli na tri komponente: kratkoročno načrtovanje, odnos do časa in dolgoročno načrtovanje.

TMBS in TMQ sta najbolj zanesljiva in veljavna za splošno in akademsko merjenje vedenj, povezanih z upravljanjem s časom,  hkrati pa tudi edina instrumenta, ustrezna za neposreden prenos v program upravljanja s časom.

### Učinki upravljanja s časom
Povezava med upravljanjem s časom ter delovno uspešnostjo je majhna in nepomembna, se pa povezuje z višjimi ocenami pri študiju in v srednji šoli.   Tovrstne veščine in strategije so v izobraževanju zelo uporabne, saj ocene pogosto temeljijo na izpeljavi številnih del z različnimi prioritetami, kot so roki za oddajo, dolžina poročil, čas za učenje pred izpiti. Britton in Tesser sta spremljala študente skozi njihovo celotno obdobje študija ter ugotovila, da na ocene in akademski uspeh pozitivno vplivata predvsem dva vidika upravljanja s časom: kratkoročno načrtovanje ter odnos do časa, za manj pomembno pa se je izkazalo dolgoročno načrtovanje. Boljše ocene so dosegli tisti udeleženci, ki so si sproti delali dnevne in tedenske urnike ter sezname opravil in tisti, ki so občutili nadzor nad načinom porabe njihovega časa ter bili sposobni šolske dejavnosti postaviti kot prioriteto in se odreči neprofitnim aktivnostim, posebnega vpliva na šolski uspeh pa niso pokazali načrti za celoten semester. 
Upravljanje s časom je prav tako pozitivno povezano z zaznanim nadzorom nad časom, zadovoljstvom z delom ter zdravjem, negativno pa z napetostjo na delu, somatskimi simptomi, obremenitvijo in psihološkim distresom. Jex in Elacqua sta pokazala moderatorski učinek upravljanja s časom na napor ter na odnos med delom in družino. Uporaba strategij upravljanja s časom je še posebej pozitivno vplivala na konflikte med delom in družino ter zdravje udeležencev, pri čemer naj bi na te odnose deloma vplival zaznan občutek nadzora nad časom. S postavljanjem ciljev in prioritet je bolj verjetno, da bo posameznik razjasnil, kateri aspekti njegove vloge so najbolj pomembni, le-to pa bi mu v primeru konfliktne situacije olajšalo odločitev o tem, kateri zahtevi posvetiti več pozornosti. Ker bi poznal in vedel, kaj je višje na njegovi lestvici prioritet (npr. družina mu je pomembnejša od dela), bi bil občutek pritiska v primerjavi z nekom, ki ima nejasne cilje in prioritete, manjši. Uporaba strategij za upravljanje s časom poveča tudi verjetnost, da se zaposleni uspešnejše odzovejo na tekmovalne vloge in zahteve iz različnih smeri ter tako zmanjša vpliv tovrstnih stresorjev. S pomočjo vedenj z dimenzij »mehanika upravljanja s časom« in »nagnjenost k organiziranosti« prav tako povečamo možnosti, da lahko zadostimo zahtevam tako doma kot delovnega okolja, saj čas za oboje učinkoviteje izkoristimo. Študija iz leta 1990 je pokazala tudi, da so študentje, ki so občutili več nadzora nad svojim časom, večkrat poročali o višjih ocenah lastne izvedbe dejavnosti, višjem zadovoljstvu s svojim delom in življenjem, manj dvoumnosti v svojih vlogah, manj delovne preobremenjenosti ter napora.  Raziskave tako skladno potrjujejo, da je upravljanje s časom učinkovita strategija za zmanjševanje stresa, ugotovili so pa tudi, da se uporaba strategij za upravljanje s časom ne spreminja pod različnimi ravnmi stresa 

### Učinki treninga in izobraževanja upravljanja s časom
Rezultati raziskav glede učinka programov ali treningov veščin upravljanja s časom na delovno uspešnost so različni in nedokončni.  Van Eerde je ugotovil, da trening pomembno zmanjšuje prokrastinacijo,  Macan pa da program izobraževanja poveča občutek nadzora nad časom zaposlenih. Nedavna raziskava na medicinskih sestrah je pokazala tudi vpliv treninga upravljanja s časom na pomembno zmanjšanje stresa na delovnem mestu.  
Pretekle študijeso izpostavile, da udeležitev na izobraževanju o upravljanju s časom pomembno poveča verjetnost, da bodo sodelujoči večkrat uporabljali vedenja in strategije upravljanja s časom. Prav tako so udeleženci samoporočali o boljših veščinah upravljanja s časom, v treh študijah pa so to potrdili tudi sodelavci in nadrejeni sodelujočih.  Tako naj bi trening upravljanja s časom povečal in izboljšal veščine izrabe časa udeležencev, neposrednega vpliva na boljšo izvedbo delovnih nalog pa tovrstno izobraževanje nima. 

### Povezanost z osebnostnimi lastnostmi
Le nekaj raziskovalcev se je ukvarjalo s povezavami med osebnostjo in upravljanjem s časom, le-ti pa so prišli do zaključka, da nekatere osebnostne poteze napovedujejo večjo ali manjšo verjetnost za uporabo strategij upravljanja s časom.
Od Velikih pet faktorjev osebnosti se z upravljanjem s časom najmočneje pozitivno povezuje vestnost, sledi pa ji negativna korelacija z nevroticizmom.  Bond in Feather (1988), sta ugotovila, da je struktura časa oz. skupni dosežek na vprašalniku TSQ pozitivno povezan z občutkom smisla v življenju, samospoštovanjem
ter vedenjem tipa A, negativno pa z nevroticizmom in anomičnostjo, posameznikovim splošnim občutkom o oddaljenosti od drugih.  Za osebe z osebnostjo tipa A so značilni ambicioznost, rigidna organiziranost, proaktivnost, občutljivost, iskrenost, pogosti poskusi pomagati drugim ter prevzemanje nase več dela, kot ga zmorejo, pa tudi nepotrpežljivost, preokupiranost, hitenje, sovražnost, nesramnost, tekmovalnost in močna nagnjenost k uspehom.  Tudi Hellsten je potrdil, da so posamezniki, ki si pogosteje zastavljajo cilje in prioritete, nagnjeni k tipu A vedenjskega vzorca. 
Kaufman-Scarborough in Lindquist (1999) sta se osredotočila na odnos med upravljanjem s časom in dvema načinoma ukvarjanja z več nalogami skozi čas, med polikroničnim stilom (nagnjenost k ukvarjanju z dvema ali več nalogama hkrati) ter monokroničnim stilom (nagnjenost k opravljanju obveznosti zaporedoma). Ugotovila sta, da osebe z monokromatičnim stilom pogosteje natančno načrtujejo kot tisti s polikroničnim stilom, vendar so slednji pogosteje dosegli začrtane cilje in bolje opravili s prekinitvami dela in zamenjavo aktivnosti kot pa monokromati. 
Za osebe, ki pogosto uporabljajo strategije za upravljanje s časom, je bolj verjetno, da bodo svoj čas porabili na nalogah z visokimi prioritetami ter da pri tem svoj čas porabljajo bolj selektivno.   Udeleženci, ki se s tem ne ukvarjajo, pa so nasprotno verjetneje najpogosteje delali neposredno pred rokom ali na manj učinkovite načine. Osebe, ki so že vešče v upravljanju s časom imajo prav tako boljši občutek za čas, potreben za izvršitev določenih nalog ter bolj verjetno učinkovito delovno strategijo ali pristop k načrtovanju in dodeljevanju truda ciljem, dejavnostim in časovnim obdobjem.  Prav tako osebe z dobro razvitimi veščinami upravljanja s časom pogosto načrtujejo in organizirajo svoje dejavnosti.  Verjetneje je, da bodo ženske  in starejše osebe načrtovale oz. uporabljale druge veščine upravljanja s časom. 
Osebe, ki zase menijo, da uporabljajo strategije za upravljanje s časom in imajo višji občutek nadzora nad časom, čas ocenjujejo bolj natančno kot osebe, ki tega ne mislijo, poleg tega pa so le-te nagnjene k podcenjevanju pretečenega časa.   V nedavni študiji so avtorji ne le potrdili prejšnjo ugotovitev, temveč tudi da te osebe ob ugotovljeni napaki svoje ocene tudi popravijo. To nakazuje na dejstvo, da za prilagoditve ocen časa ni dovolj le poznati realen pretečen čas, temveč imeti tudi visoko zaznano kontrolo nad časom.  Občutek nadzora nad časom je sodeč po več raziskavah pomemben napovednik zadovoljstva z delom ter različnimi vidiki psihičnega blagostanja, kot so napetost, delovni napor, nesrečnost, užitek in zdravje. 

### Kritika upravljanja s časom in raziskav
Upravljanje s časom in zanimanje zanj sta že dolgo poznana v laični kulturi, vendar je število empiričnih raziskav na to temo pomanjkljivo. Kljub svoji popularnosti še vedno ni dobro definiran konstrukt in pojem, prav tako pa nima ne teoretske ne zadostne empirične podlage. Tako obstaja ogromno popularne literature in plačljivih programov, ki obljubljajo večjo učinkovitost v krajšem času ter ponujajo različne strategije, kako to doseči, vendar so učinki tovrstnih tehnik pogosto precenjeni in zavajajoči. 
Večina preteklih raziskav je bilo terenskih in kvantitativnih študij, glavni pripomočki pa so bili vprašalniki (TMBS, TSQ, TMQ itn.), ustvarjeni na podlagi različnih definicij in razlagah upravljanja s časom in z različno zanesljivostjo. Veliko študij je prav tako uporabilo vzorce študentov, katerih obveznosti in procesi dela so neprimerljivi z nalogami zaposlenih, zaradi česar je posplošljivost ugotovitev na populacijo ne-študentov vprašljiva.

## Prokrastinacija
Prokrastinacija je praksa izvajanja manj nujnih ali bolj prijetnih opravkov namesto bolj nujnih oziroma manj prijetnih. Kaže se kot prelaganje, izogibanje ali zavlačevanje z začetkom ali zaključevanjem določene naloge. Opredeljujejo jo trije kriteriji: neproduktivnost, nepotrebnost in zavlačevanje. 
Tudi razlogi zanjo so predvsem trije.  Najpogostejši vzrok je, da je naloga neprijetna. Prokrastinatorji si tako želijo, da bi se opravku izognili preden bi se z njim začeli ukvarjati. Tudi težavna ali zastrašujoča naloga vodi do prokrastinacije, saj oseba ne ve, kako bi začela reševati problem in verjame, da bi njen trud lahko bil zaman ali pa da ni vreden glede na dobiček. Tretji razlog pa je neodločenost, torej ko se ne znamo ali želimo odločiti, katerim med seboj tekmovalnim zahtevam pripisati prioriteto. Ta vzrok je najznačilnejši za perfekcioniste ter za ljudi, katere je strah napačnih odločitev.
V eni zgodnejših raziskav o akademski prokrastinaciji je 46% udeležencev poročalo, da vedno ali skoraj vedno prokrastinirajo pri pisanju poročila, 30% pa pri študiranju za izpit ali branju sprotne literature. Četrtina jih meni, da je zanje prokrastinacija realen problem, približno 60% pa jih je mnenja, da bi radi zmanjšali svojo raven prokrastiniranja. 
Lay in Schouwenburg (1993) sta preiskovala povezanost med potezami prokrastinacije ter upravljanja s časom. Ugotovila sta, da osebe z več potezami prokrastinacije izražajo večjo verjetnost zamujanja za rokom na lastnih projektih, se učijo manj ur od načrtovanega ter imajo nizke rezultate pri občutku nadzora nad časom, postavljanjem ciljev in prioritet, prav tako pa uporabljajo manj strategij upravljanja s časom. 
Pri premagovanju prokrastinacije je pomembno, da le-to prepoznamo in si priznamo, da zavlačujemo. Da se lahko odpravljanja lotimo bolj usmerjeno je priporočljivo tudi, da se vprašamo, kaj je razlog zanjo, nato pa k delu pristopimo s pomočjo strategij upravljanja s časom in raznimi tehnikami, kot so ločitev pomembne naloge v več manjših, lažjih in manj neprijetnih delov, postavitev neprijetnih nalog pred prijetnimi ipd. 

## Prekinitve in moteči dejavniki
Tudi prekinitve in moteči dejavniki(distraktorji) imajo velik vpliv na naše delo in počutje, hkrati pa bi se jim z uporabo tehnik in strategij upravljanja s časom lahko vsaj delno izognili ali ublažili njihove posledice. 
Moteče dejavnike lahko razdelimo v 2 skupini: notranje in zunanje, pri čemer so notranji tisti, ki izvirajo iz nas samih (strah, lakota, utrujenost, dolgčas), nad zunanjimi pa imamo manj nadzora (glasna zabava v sosednji sobi, sončno vreme). 
V raziskavi Gonzalesa in G. Mark (2004) so raziskovalci tri dni sledili  in si zapisovali početje različnih informacijskih delavcev (managerji, inženirji, projektne vodje ipd.) ter ugotovili, da so manjši moteči dejavniki, kot so npr. uporaba telefona ali računalnika, klic, dopisovanje, pogovor z osebo, zaposlene prekinili v povprečju vsake tri minute, torej skoraj dvajsetkrat v eni uri, večji distraktorji (npr. nenapovedan posvet z nadrejenimi) pa nas zmotijo okoli štirikrat na uro. V 44% naj bi bili za prekinitve krivi udeleženci sami in so moteči dejavniki torej notranji. Za vrnitev k delu po prekinitvi pa naj bi potrebovali povprečno 23 minut in 15 sekund, kar lahko precej zmoti delovno uspešnost.  Študija o zdravnikih na urgenci pa je razkrila, da je povprečno število prekinitev zdravstvenih delavcev 30,9 v 180 minutah oziroma približno desetkrat na uro.  V kasnejši raziskavi so prišli do ugotovitve, da zaposleni v upanju, da bi nadoknadili čas, porabljen zaradi distraktorjev, delajo hitreje in se bolj trudijo za ceno psihičnega blagostanja in kakovosti njihovega dela. Zaradi truda, da bi naredili enako količino dela v krajšem času kljub prisotnosti motečih dejavnikov, se poveča raven stresa, občutkov frustracij in truda, kar posledično vodi do iskanja bližnjic, delovne apatije ter manjši kakovosti izdelkov.